# İçli köfte

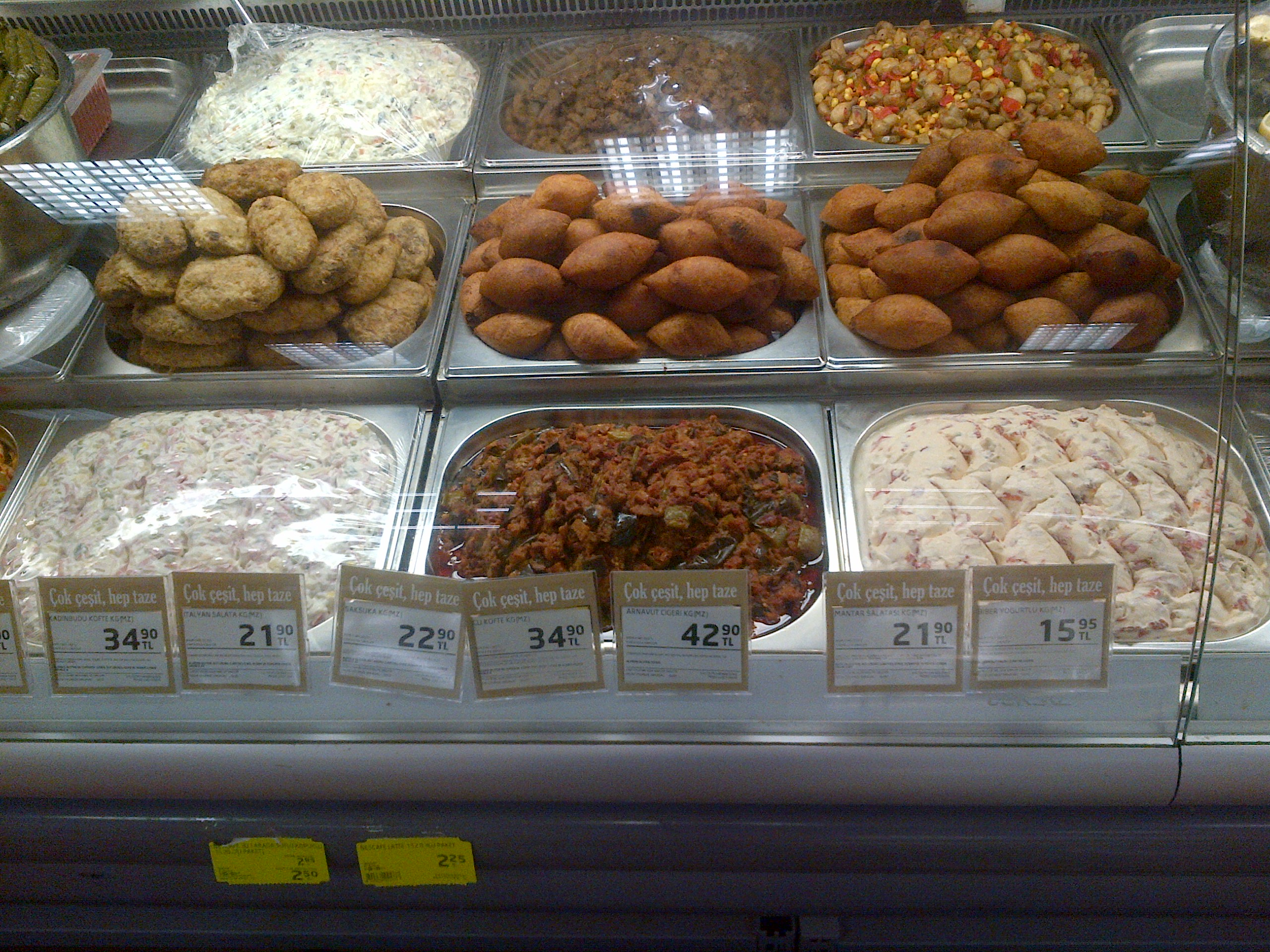
İçli köfte o oruk (les dues safates del centre) entre altres mezes turcs en un supermercat d'Ankara.

İçli köfte (nom turc per la mandonguilla farcida) o Oruk són unes pilotes (mandonguilles) de bulgur per fora (alguns hi afegeixen sèmola també) i amb carn picada i nous o pinyons, com a ingredients bàsics, dins de la cuina turca. İçli köfte es pot considerar la versió turca de kibbeh hamis de les gastronomies dels països de l'Orient Mitjà.
Les províncies de Hatay, Gaziantep i Adana són famoses per la seva içli köfte. En Adana, içli köfte no està fregida sinó bullida.
İçli köfte és un menjar de carrer a Istanbul.